# Намку (Пусан)
Намку́ (кор. 남구?, 南區?, новая романизация корейского языка: Nam-gu) — муниципальный район в центрально-восточной части центра городской агломерации Пусан (Республики Корея). Большая часть территории района Намку выступает в Восточное море, образуя таким образом полуостров, который отделяет залив Пусанман из порта Пусан. Площадь округа составляет 25,91 км², население — 229563 человека. Намку официально стал районом города-метрополии Пусан в 1975 году. В 1995 году от Намку была отделена часть территории, образовавшая округ Суён.

## Культура и туризм
В Намку расположены следующие достопримечательности: Пусанский музей, дендрарий Тэён, Пусанский культурный центр, парк Игидэ, парк Синсондэ, мемориальное кладбище ООН (Мемориальный парк ООН). Каждый год в этом районе проводится фестиваль Орюкто. Около Национального университета Пугён и Университета Кёнсон находятся много кафе, баров и ресторанов.

## Образование в Намку
Намку известен как «Центр образования Пусана», поскольку в округе расположено большое количество университетов и школ.

### Университеты и колледжи
- Национальный университет Пугён (부경대학교)
- Университет Тонмён (동명대학교)
- Пусанский колледж искусств (부산예술대학교 или 예술대학교).